# Coenosia tomentigera
Coenosia tomentigera este o specie de muște din genul Coenosia, familia Muscidae, descrisă de Fritz Isidore van Emden în anul 1940.
Este endemică în Uganda. Conform Catalogue of Life specia Coenosia tomentigera nu are subspecii cunoscute.